# Oleksandr Volodymyrovych Shovkovskyi
Oleksandr Volodymyrovych Shovkovskyi (tiếng Ukraina: Олександр Володимирович Шовковський; sinh ngày 2 tháng 1 năm 1975) là một cựu cầu thủ bóng đá chuyên nghiệp người Ukraina từng chơi ở vị trí thủ môn, đang là huấn luyện viên đương nhiệm của Dynamo Kyiv. Anh thi đấu cho Dynamo Kyiv tại giải Ngoại hạng Ukraina (hạng đấu cao nhất của bóng đá Ukraina) từ năm 1993 đến 2016. Trong cuộc bầu cử địa phương Kyiv 2020, Shovkovskyi được bầu vào Hội đồng thành phố Kyiv với tư cách ứng viên của UDAR (đảng của thị trưởng Kyiv đương nhiệm Vitaliy Klychko).

## Sự nghiệp câu lạc bộ
Shovkovskyi sinh ra tại Kyiv, Ukraina và tốt nghiệp học viện bóng đá Dynamo Kyiv. Từ thời niên thiếu cho đến nay anh chỉ chơi bóng cho một câu lạc bộ. Anh có số lần khoác áo câu lạc bộ nhiều hơn bất cứ ai trong lịch sử Dynamo. Sau khi thăng tiến từ lứa đội trẻ này sang lứa đội trẻ khác, anh đã chiếm được một suất bắt chính trong khung thành của câu lạc bộ Dynamo; anh có trận ra mắt đội ở giải quốc gia vào năm 1993. Một năm sau, anh được gọi lên đội tuyển quốc gia Ukraina. Suốt phần lớn sự nghiệp, anh là sự lựa chọn số một ở vị trí thủ môn của Dynamo, ngoại trừ vài lần hiếm hoi vắng mặt vì chấn thương. Anh thành danh ở vị trí thủ môn nhờ những lần cản phá các quả phạt đền, làm anh trở nên nổi tiếng trong truyền thông và người hâm mộ Ukraina. Tính đến cuối năm 2009, tỷ lệ cản phá bàn thắng trung bình của anh ở giải quốc gia là 632 với hơn 300 trận thi đấu.
Mùa hè năm 2011, Shovkovskyi đá trận thứ 100 tại Champions League (trước Rubin Kazan tại Kazan). Shovkovskyi đã thi đấu 121 trận ở cúp châu Âu, có 33 trận giữ sạch lưới; 109 trận trong số đó anh góp mặt ở UEFA Champions League (77, trừ vòng loại), anh giữ sạch lưới tới 28 trận (16, trừ vòng loại). Ngày 13 tháng 12 năm 2016, Shovkovskyi thông báo giải nghệ ở tuổi 41.

## Sự nghiệp quốc tế
Shovkovskyi còn nổi bật với sai lầm ở trận play-off thuộc giải vô địch châu Âu 2000, khi tuyển quốc gia Ukraina chạm trán Slovenia. Ở phút thứ 83 của trận lượt đi ở Ljubljana, Shovkovskyi rời khỏi cầu môn để tới gần cột cờ góc và sút bóng đi, nhưng sút bóng lỗi đến chân Milenko Ačimovič để anh này ghi bàn vào lướt trống từ khoảng cách 40m. Ukraina thua trận 2–1 và hòa trận lượt về 1–1, nên không vượt qua được vòng loại ở giải vô địch châu Âu được tổ chức ở Bỉ/Hà Lan.
Shovkovskyi là lựa chọn số một trong khung thành của Ukraina tại giải vô địch thế giới 2006. Đáng chú ý, anh đã cản phá hai quả đá phạt đền của Marco Streller và Ricardo Cabanas ở loạt sút luân lưu trước Thụy Sĩ ở vòng 16 đội, giúp Ukraina tiến vào tứ kết, và anh trở thành thủ môn đầu tiên trong lịch sử giải vô địch thế giới không bị thủng lưới bàn nào trong loạt sút luân lưu (Tranquillo Barnetta cũng sút trúng khung gỗ); sau đó Shovkovskyi được trao giải cầu thủ hay nhất trận đấu. Ngoài ra, Oleksandr được bầu chọn là cầu thủ hay nhất giải đấu tại Channel One Cup vào đầu năm 2008 ở Israel, ở giải đấu này Dynamo đã giành chiến thắng trong một trận đấu gay cấn với kình địch Shakhtar Donetsk. Trong trận đấu này ở hàng loạt cú đá phạt đền, Oleksandr Shovkovskyi cản phá ba quả và suýt nữa thắng trận đấu. Tỷ lệ cản phá bàn thắng trung bình ở đội tuyển quốc gia của anh là 0,86.
Tháng 9 năm 2012, Shovkovskyi thông báo giải nghệ ở tuyển quốc gia Ukraina. Tính đến năm 2013, Shovkovskyi nắm giữ kỷ lục nhiều phút thi đấu nhất cho tuyển quốc gia Ukraina mà không ghi được bàn thắng nào (728 phút), song kỷ lục đã bị Andriy Pyatov xô đổ. Bốn năm sau khi giải nghệ, Shovkovskyi (nhận vai trò trợ lý cho huấn luyện viên tuyển quốc gia Andriy Shevchenko lúc 45 tuổi) được đưa làm thủ môn dự phòng của Ukraina ở trận giao hữu trước Pháp vào ngày 7 tháng 10 năm 2020, sau khi ba trong bốn thủ môn của đội dương tính với COVID-19.

## Quan điểm và sự nghiệp chính trị
Shovkovskyi thu hút rất nhiều sự chú ý của truyền thông khi nhận lời phỏng vấn về tình hình Euromaidan. Khi bình luận về số người thiệt mạng, anh nhắc đến việc ông mình luôn mở đầu bằng câu "Vì không có cuộc chiến tranh nào", sau đó không cầm nổi nước mắt. Trước một trận đấu ở Europa League gặp Valencia, Shovkovskyi gửi đề xuất đến UEFA nhằm bắt đầu các trận của các câu lạc bộ Ukraina sau phút mặc niệm, và đề xuất đã được chấp thuận.
Shovkovskyi là người ủng hộ phong trào Euromaidan, anh cho biết mình muốn sống bằng "giá trị của người châu Âu chứ không phải giá trị của Xô viết". Anh cũng chỉ trích chính phủ cũ vì lấy bạo lực áp lên những người biểu tình. Tuy nhiên, anh cũng chỉ trích quyết định bỏ chọn tiếng Nga làm ngôn ngữ thứ hai ở các vùng nói tiếng Nga của chính phủ mới.
Shovkovskyi là ứng viên của Hội đồng thành phố Kyivl  thuộc đảng UDAR (đang của Thị trưởng Kyiv đương nhiệm Vitaliy Klychko) ở cuộc bầu cử địa phương Kyiv 2020 diễn ra vào ngày 25 tháng 10 năm 2020. Anh đã được bầu chọn cùng 29 đại diện khác ở cùng đảng của mình.
Tháng 1 năm 2023, anh rời vị trí trợ lý huấn luyện cho đội tuyển Ukraina, anh giữ vị trí này kể từ năm 2018.

## Thống kê sự nghiệp

### Câu lạc bộ
Tính đến 29 tháng 2 năm 2012
| Câu lạc bộ  | Mùa giải  | Giải vô địch quốc gia | Giải vô địch quốc gia | Cúp quốc gia | Cúp quốc gia | Cúp châu Âu | Cúp châu Âu | Siêu cúp | Siêu cúp | Tổng cộng | Tổng cộng |
| Câu lạc bộ  | Mùa giải  | Số trận               | BT                    | Số trận      | BT           | Số trận     | BT          | Số trận  | BT       | Số trận   | BT        |
| ----------- | --------- | --------------------- | --------------------- | ------------ | ------------ | ----------- | ----------- | -------- | -------- | --------- | --------- |
| Dynamo Kyiv | 1993–94   | 9                     | 6                     | —            | —            | —           | —           | —        | —        | 9         | 6         |
| Dynamo Kyiv | 1994–95   | 25                    | 15                    | 2            | 1            | 8           | 12          | —        | —        | 35        | 28        |
| Dynamo Kyiv | 1995–96   | 25                    | 13                    | 4            | 0            | 3           | 1           | —        | —        | 32        | 14        |
| Dynamo Kyiv | 1996–97   | 24                    | 14                    | 2            | 1            | 3           | 6           | —        | —        | 29        | 21        |
| Dynamo Kyiv | 1997–98   | 26                    | 13                    | 7            | 4            | 12          | 14          | —        | —        | 45        | 31        |
| Dynamo Kyiv | 1998–99   | 24                    | 14                    | 6            | 4            | 13          | 13          | —        | —        | 43        | 31        |
| Dynamo Kyiv | 1999–2000 | 15                    | 10                    | 1            | 1            | 16          | 19          | —        | —        | 32        | 30        |
| Dynamo Kyiv | 2000–01   | 19                    | 9                     | —            | —            | 6           | 8           | —        | —        | 25        | 17        |
| Dynamo Kyiv | 2001–02   | 6                     | 2                     | 2            | 3            | —           | —           | —        | —        | 8         | 5         |
| Dynamo Kyiv | 2002–03   | 15                    | 13                    | 5            | 0            | 2           | 2           | —        | —        | 22        | 15        |
| Dynamo Kyiv | 2003–04   | 19                    | 15                    | 3            | 0            | 8           | 9           | —        | —        | 30        | 24        |
| Dynamo Kyiv | 2004–05   | 23                    | 9                     | 4            | 2            | 10          | 12          | —        | —        | 37        | 23        |
| Dynamo Kyiv | 2005–06   | 24                    | 17                    | 3            | 0            | 2           | 3           | 1        | 1        | 30        | 21        |
| Dynamo Kyiv | 2006–07   | 24                    | 19                    | 5            | 5            | 8           | 16          | 1        | 0        | 38        | 40        |
| Dynamo Kyiv | 2007–08   | 22                    | 21                    | 4            | 3            | 6           | 12          | —        | —        | 32        | 36        |
| Dynamo Kyiv | 2008–09   | 10                    | 9                     | 2            | 0            | 2           | 2           | 1        | 1        | 15        | 12        |
| Dynamo Kyiv | 2009–10   | 24                    | 13                    | 1            | 0            | 4           | 5           | 1        | 0        | 30        | 18        |
| Dynamo Kyiv | 2010–11   | 10                    | 7                     | 2            | 2            | 8           | 4           | —        | —        | 20        | 13        |
| Dynamo Kyiv | 2011–12   | 24                    | 11                    | 1            | 3            | 9           | 9           | 1        | 1        | 35        | 24        |
| Dynamo Kyiv | 2012–13   | 6                     | 5                     | 1            | 4            | 2           | 3           | —        | —        | 9         | 12        |
| Dynamo Kyiv | 2013–14   | 8                     | 5                     | 2            | 1            | 5           | 3           | —        | —        | 15        | 9         |
| Dynamo Kyiv | 2014–15   | 18                    | 9                     | 2            | 0            | 9           | 10          | 1        | 2        | 30        | 21        |
| Dynamo Kyiv | 2015–16   | 18                    | 7                     | —            | —            | 7           | 5           | 1        | 0        | 26        | 12        |
| Dynamo Kyiv | 2016–17   | 8                     | 7                     | —            | —            | 1           | 2           | 1        | 0        | 10        | 9         |
| Tổng cộng   | Tổng cộng | 426                   | 263                   | 59           | 34           | 144         | 170         | 8        | 5        | 637       | 440       |

### Quốc tế
Tính đến trận đấu vào ngày 24 tháng 5 năm 2024
| Đội tuyển quốc gia | Năm       | Số trận | BT |
| ------------------ | --------- | ------- | -- |
| Ukraina            | 1994      | 1       | 0  |
| Ukraina            | 1996      | 1       | 0  |
| Ukraina            | 1997      | 9       | 7  |
| Ukraina            | 1998      | 5       | 4  |
| Ukraina            | 1999      | 9       | 5  |
| Ukraina            | 2000      | 3       | 2  |
| Ukraina            | 2001      | 6       | 2  |
| Ukraina            | 2002      | 4       | 2  |
| Ukraina            | 2003      | 8       | 7  |
| Ukraina            | 2004      | 10      | 9  |
| Ukraina            | 2005      | 8       | 4  |
| Ukraina            | 2006      | 12      | 11 |
| Ukraina            | 2007      | 7       | 9  |
| Ukraina            | 2008      | 1       | 1  |
| Ukraina            | 2009      | 2       | 5  |
| Ukraina            | 2011      | 5       | 3  |
| Ukraina            | 2012      | 1       | 0  |
| Tổng cộng          | Tổng cộng | 92      | 71 |

### Huấn luyện
Tính đến trận đấu ngày 24 tháng 5 năm 2024
| Đội bóng    | Từ                  | Đến       | Số liệu | Số liệu | Số liệu | Số liệu | Số liệu | Số liệu | Số liệu | Số liệu     |
| Đội bóng    | Từ                  | Đến       | ST      | T       | H       | B       | B.thắng | B.thua  | HS      | Tỷ lệ thắng |
| ----------- | ------------------- | --------- | ------- | ------- | ------- | ------- | ------- | ------- | ------- | ----------- |
| Dynamo Kyiv | 3 tháng 11 năm 2023 | nay       | 20      | 17      | 2       | 1       | 49      | 12      | +37     | 085,00      |
| Tổng cộng   | Tổng cộng           | Tổng cộng | 20      | 17      | 2       | 1       | 49      | 12      | +37     | 085,00      |

## Danh hiệu

### Cầu thủ
Dynamo Kyiv
- Giải Ngoại hạng Ukraina (14): 1993–94, 1994–95, 1995–96, 1996–97, 1997–98, 1998–99, 1999–2000, 2000–01, 2002–03, 2003–04, 2006–07, 2008–09, 2014–15, 2015–16
- Cúp quốc gia Ukraina (10): 1995–96, 1997–98, 1998–99, 1999–2000, 2002–03, 2004–05, 2005–06, 2006–07, 2013–14, 2014–15
- Siêu cúp Ukraina (6): 2004, 2006, 2007, 2009, 2011, 2016
- Cúp CIS: 1996, 1997, 1998, 2002
- Giải tưởng niệm Valeriy Lobanovskyi: 2003, 2004

Cá nhân
- Cầu thủ bóng đá Ukraina hay nhất năm: hạng hai mùa 2004–05 (bởi báo Komanda)
- Thủ môn Ukraina hay nhất năm (9): 1994, 1997–1999, 2003–2006, 2011 (bởi báo Ukrayinskyi futbol)
- Thủ môn giải Ngoại hạng Ukraina hay nhất mùa: 2010–11, 2011–12
- Cầu thủ bóng đá hay nhất lịch sử Ukraina độc lập, cùng Andriy Shevchenko và Anatoliy Tymoshchuk)
- Thủ môn hay nhất CIS mùa 2000–2010 ( soccer.ru)[25]
- Cầu thủ bóng đá Ukraina hay nhất năm: hạng hai (1994), hạng ba (1999) (bởi báo Ukrayinskyi futbol)
- Thủ môn châu Âu hay nhất năm 1999 – hạng hai (dựa theo xếp hạng bầu chọn Quả bóng vàng châu Âu)[26]
- Cầu thủ hay nhất trận đấu giữa Thụy Sĩ và Ukraina ở vòng 16 đội ở giải vô địch thế giới 2006
- Pha cứu thua của Shovkovskyi[27] trong trận đấu giữa Rubin Kazan và Dynamo Kyiv – vòng đấu thứ năm thuộc vòng bảng UEFA Champions League 2009–10 - hoảnh khắc của vòng đấu
- Thủ môn hay nhất UEFA Europa League 2010–11[28]

### Huấn luyện viên
Cá nhân
- Huấn luyện viên hay nhất tháng giải Ngoại hạng Ukraina: tháng 11 năm 2023,[29] tháng 12 năm 2023/tháng 2 năm 2024,[30] tháng 3 năm 2024[31]